# Walter Bagehot

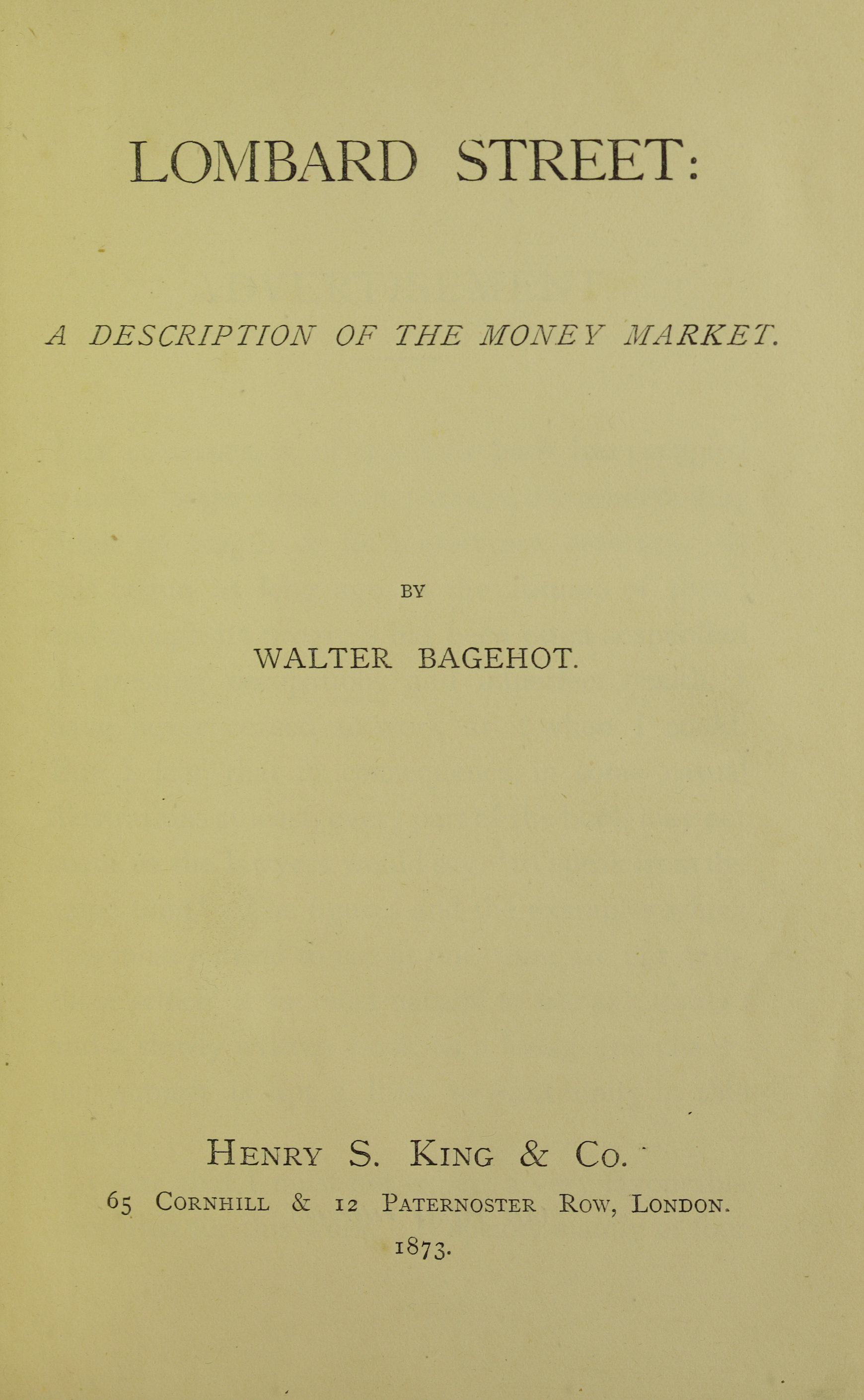
Lombard Street, 1873

Walter Bagehot, född 3 februari 1826 i Langport, Somerset, död 24 mars 1877 i Langport, Somerset, var en brittisk journalist. Bagehot är särskilt känd för sin rapportering om politiska och ekonomiska frågor.
Bagehot studerade vid University College London där han tog en magisterexamen 1848. Han gick med i advokatsamfundet men var aldrig verksam som jurist utan började istället att arbeta med sin far som var bankir. Han rapporterade åt flera olika tidningar, men är mest känd för att ha varit en av de första redaktörerna för tidningen The Economist, en tidning som grundats av hans svärfar James Wilson. 
Efter att han tog över på The Economist 1861 så expanderade han tidningens rapportering till att även inkludera bevakning av händelser i USA och till att rapportera om politik. Bagehot anses ha bidragit till att the Economist har fått stort inflytande hos beslutsfattare världen över. 1867 skrev han boken The English Constitution som handlade om Storbritanniens grundlag, särskilt hur Storbritanniens parlament och den brittiska monarkin fungerade samt skillnaderna mellan Storbritanniens styrelseskick och det amerikanska federala styrelseskicket. Boken ses som ett standardverk inom området och har översatts till många språk.
Walter Bagehot skrev även böckerna Physics and Politics 1872 och Lombard Street (1873), den senare handlade om finansiellt arbete. Inom området sociologisk teori genom historiska studier har Walter Bagehot jämförts med den samtida Henry James Sumner Maine. En samling essäer, som handlade både om politik och ekonomi, publicerades efter hans död. Tidningen The Economist har namngett kolumnen som handlar om brittisk politik efter Bagehot och varje år ger British Political Studies Association ett pris, Walter Bagehot Prize för den bästa avhandlingen inom området styrelseskick och offentlig administration.
Asteroiden 2901 Bagehot är uppkallad efter honom.